# Ti Sento
A Ti Sento a német Scooter együttes 2009-ben megjelent kislemeze, a második az Under the Radar Over the Top című albumukról. A dal egy feldolgozás, a Matia Bazar nevű olasz együttes 1985-ös azonos című számáé, a felvételek során a dalban maga az eredeti énekesnő, Antonella Ruggiero énekelte fel a saját részét. A dal tempója gyors, hangzása viszont "szelídebb", mint az ekkoriban a Scooter által készített hardstyle számoké. Felismerhető benne motívumként a Snap! "Rhythm Is A Dancer" című számából felhasznált és átalakított hangminta.
Kisebb felháborodást okozott, hogy a "Ti Sento"-t 2009 márciusában egy ismert hardstyle előadó, Technoboy már feldolgozta, a Scooter pedig bizonyos hangeffekteket egy az egyben átemelt abból a dalból a sajátjába (továbbá annak a dallamát pedig beépítette egyik albumszámába, a "Where The Beats..."-be). A hardstyle rajongói közönség nem fogadta kitörő örömmel ezt, ahogy Technoboy sem, aki válaszként soron következő "Catfight" című számában a Scooter "My Eyes Are Dry" című dalából emelt át egy részletet.
B-oldala a "Scarborough Reloaded" címet kapta, ugyanezt a dalt ugyanis "Scarborough Affair" címen feldolgozták a The Ultimate Aural Orgasm című lemezükön, más stílusban. Ez egy hamisítatlan hardstyle szerzemény, amely még koncerteken is felbukkant.
A kislemez borítóján Antonella Ruggiero szerepel a videoklipben is látható ruhájában, az eredeti borítóterv viszont az "Under The Radar Over The Top" stílusához hasonló betűtípussal és színekkel készült el, a képen pedig az alvó Michael Simonra támad rá a szintén a videoklipben látható bérgyilkosnő.

## Számok listája
1. Ti Sento (Radio Edit) (3:55)
2. Ti Sento (VIP Room Club Mix) (5:18)
3. Ti Sento (Extended Mix) (6:06)
4. Ti Sento (Lissat & Voltaxx Remix) (4:22)
5. Scarborough Reloaded (3:50)

A kétszámos változatra csak a "Radio Edit" és a "Scarborough Reloaded" került fel.

## Más változatok
Az "Extended Mix" kivételével valamennyi változat felkerült a 2013-as "Under The Radar Over The Top (20 Years of Hardcore Expanded Editon)" kiadványra.
Koncertfelvételen szerepel a 2010-es "Live In Hamburg" és a 2011-es "The Stadium Techno Inferno" című kiadványokon. Előbbire a "Scarborough Reloaded" is felkerült, a "Clic Clac"-kel közös medley-ben (kivéve a CD-változatra, terjedelmi korlátok miatt).

## Videoklip
Létezik rövidebb illetve hosszabb változata. Ezúttal a klip egy történetre épül. H.P., Michael, és Rick öltönyös testőröket alakítanak, akiknek az a feladata, hogy megvédjék a múlt század harmincas éveiben a híres operaénekesnőt (akit Antonella Ruggiero játszik) egy bérgyilkosnőtől. A klip hamisítatlan kosztümös-nosztalgiás hangulatot sugároz magából, felvételeire pedig Berlinben került sor.

## Közreműködtek
- H.P. Baxxter a.k.a. "a.k.a." (szöveg)
- Rick J. Jordan, Michael Simon (zene)
- Jens Thele (menedzser)
- Carlo Marrale, Sergio Cossu Carrabetta (eredeti szerzők)
- Salvatore Stelita (eredeti szerző, dalszöveg)
- Antonella Ruggiero (női vokál, "Ti Sento")
- Kamala Adan (női vokál, "Scarborough Reloaded")
- Martin Weiland (borítóterv)
- Sebastian Neuter (virágkompozíció a borítón és a klipben)
- Olli Franke, Sven Sindt (fényképek)